# Trapo

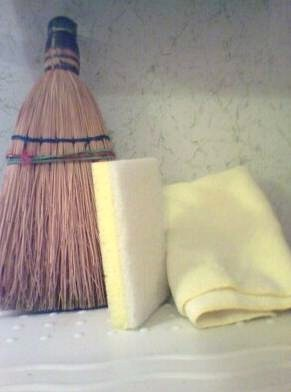
Escoba, esponja y trapo

Un trapo, a su vez es un utensilio textil de forma cuadrangular que se utiliza en labores de limpieza, ya sea para eliminar el polvo, retirar la suciedad de determinadas superficies o secar objetos húmedos.
Los trapos de cocina están fabricados en tejido de rizo y se utilizan para secarse las manos u otras superficies durante las labores de cocina. Son útiles también cuando se quiere secar los utensilios de cocina, vajilla o cristalería bien aplicándolo directamente bien colocando los objetos encima para que escurran. 

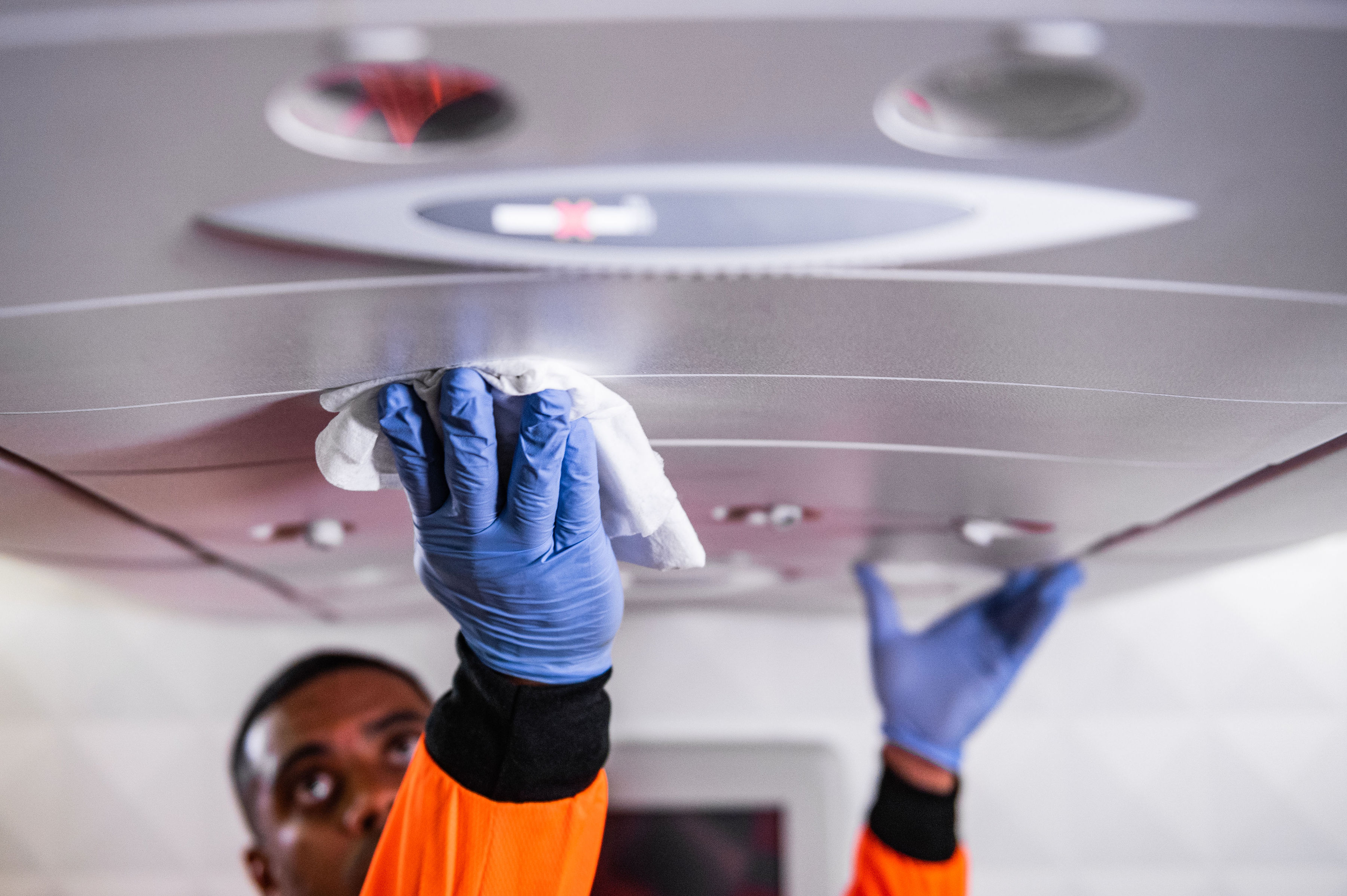
persona limpiando con un trapo

Los trapos de limpieza están fabricados en algodón. Sirven para retirar la suciedad superficial o para secar las superficies que han sido humedecidas. Se utilizan para secar cristales, encimeras, azulejos, sanitarios, etc. tras la aplicación de los respectivos productos de limpieza y su posterior enjuagado. 
Para limpiar el polvo se recomienda utilizar trapos de lana que absorben mejor las partículas o bien utilizar los anteriores ligeramente humedecidos para que el polvo quede impregnado en ellos. Para la limpieza de la madera es conveniente impregnar el trapo ligeramente con glicerina o utilizar algún limpiador específico. 
La limpieza en todo caso tiene que hacerse arrastrando el trapo por la superficie de arriba abajo provocando de este modo que la suciedad caiga al suelo y no quede flotando por el aire. 
La limpieza del trapo se realiza introduciéndolo periódicamente en agua con lejía.

## Alternativas al trapo

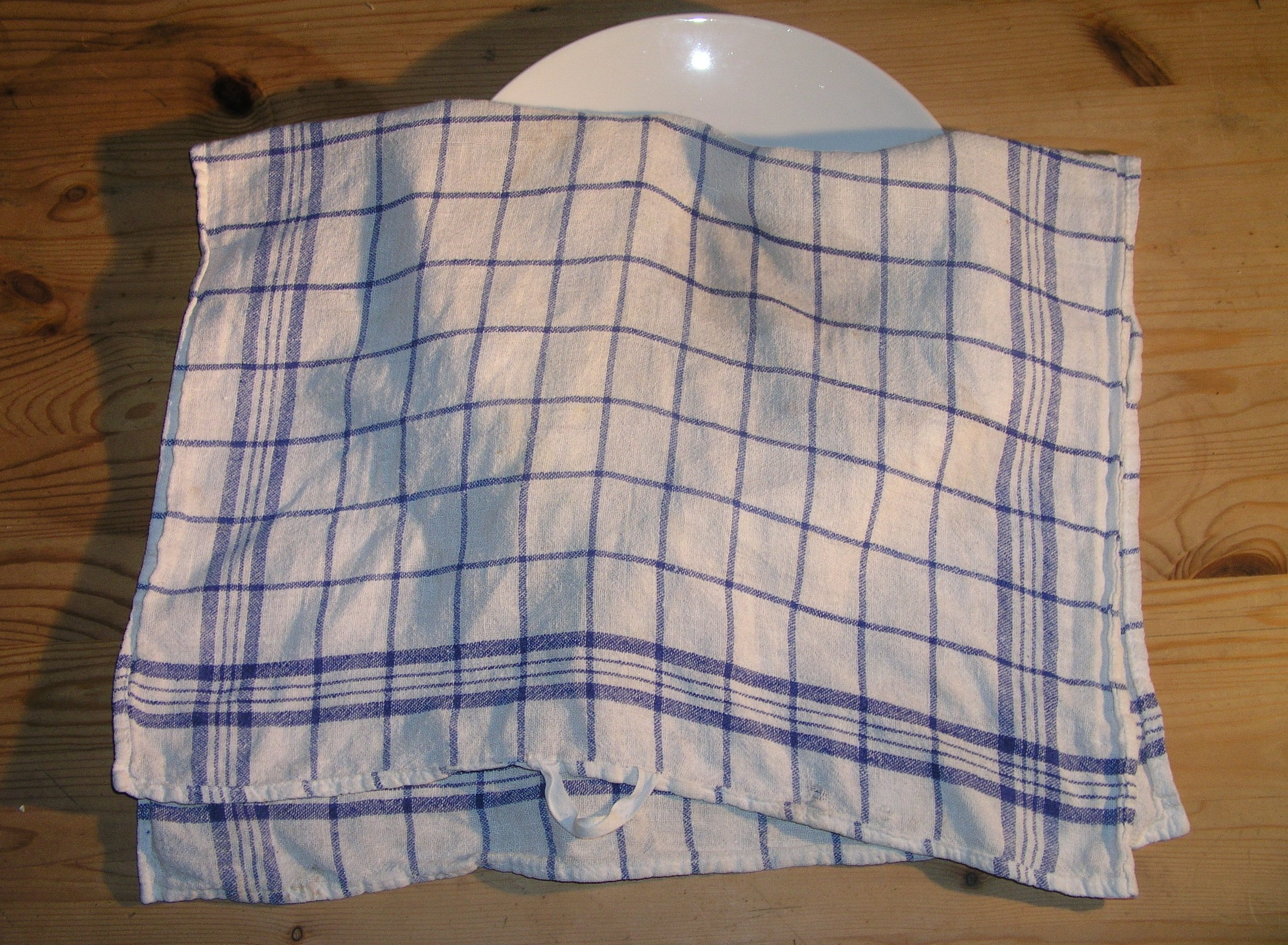
Trapo de algodón

Además del trapo existen otros utensilios que se emplean para la eliminación del polvo superficial. El uso del plumero tan solo se recomienda para limpiar rincones y espacios elevados ya que no recoge la suciedad sino que simplemente la desplaza. Para retirar el polvo también se utilizan gamuzas de fibras sintéticas que lo atrapan gracias a la generación de electricidad estática. En las labores de secado, cada vez es más habitual el empleo de papel de celulosa cuya ventaja es que no necesita mantenimiento al ser un material desechable. Si la humedad es muy abundante o si hay que tratar restos de comida, lo conveniente es el empleo de bayetas y una vez limpia la superficie, utilizar un trapo para secarla.
Las prendas de vestir viejas, sobre todo, las de lana o algodón, pueden hacer la función de trapos convenientemente cortadas en pedazos y seleccionadas las partes lisas y amplias. Incluso, los viejos guantes de lana pueden servir para funciones de limpieza.
- Datos: Q1567420
- Multimedia: Rags / Q1567420